# Episodi di War of the Worlds (prima stagione)
La prima stagione della serie televisiva War of the Worlds, composta da otto episodi, è stata trasmessa sul canale via cavo francese Canal+ dal 28 ottobre al 18 novembre 2019.
In Italia, la stagione è andata in onda in prima visione sul canale satellitare Fox dal 4 novembre al 23 dicembre 2019.
| nº | Titolo originale | Titolo italiano    | Prima TV Francia | Prima TV Italia  |
| -- | ---------------- | ------------------ | ---------------- | ---------------- |
| 1  | Episode 1        | Un nuovo mondo     | 28 ottobre 2019  | 4 novembre 2019  |
| 2  | Episode 2        | Sopravvivere       | 28 ottobre 2019  | 11 novembre 2019 |
| 3  | Episode 3        | Nascondersi        | 4 novembre 2019  | 18 novembre 2019 |
| 4  | Episode 4        | Superstite         | 4 novembre 2019  | 25 novembre 2019 |
| 5  | Episode 5        | La fonte           | 11 novembre 2019 | 2 dicembre 2019  |
| 6  | Episode 6        | Collegamenti       | 11 novembre 2019 | 9 dicembre 2019  |
| 7  | Episode 7        | Ipotesi            | 18 novembre 2019 | 16 dicembre 2019 |
| 8  | Episode 8        | L'ultima occasione | 18 novembre 2019 | 23 dicembre 2019 |